# Diane Willems
Diane Willems (* 18. April 1985 in Eupen, Belgien) ist eine deutsch-belgische Schauspielerin.

## Leben
Diane Willems wurde 1985 in Eupen geboren als Tochter von Michaela und Norbert Willems. Im Alter von fünf Jahren zog sie nach Aachen, wo sie aufwuchs und später ihr Abitur absolvierte. Mit elf Jahren entschied sie sich für den Schauspielberuf. Fünf Jahre später bekam sie die weibliche Hauptrolle im Film Das Jahr der ersten Küsse.
Nach dem Abitur spielte sie unter anderem 2006 in dem Film Das Glück am anderen Ende der Welt an der Seite von Maja Maranow und Heiner Lauterbach. 2003 nahm sie Schauspielunterricht bei Wladimir Matuchin. 2004 bis 2005 erhielt sie Schauspielunterricht bei Susanne Storck und nahm 2005 an einem Workshop in Los Angeles teil.
Von Januar 2011 bis September 2014 war sie als Dana Wolf in der ARD-Soap Verbotene Liebe zu sehen.
Mit ihren zwei Kindern (ein erster Sohn war 2009 auf die Welt gekommen) lebt sie in Berlin.

## Filmografie (Auswahl)
- 2002: Das Jahr der ersten Küsse
- 2003: Lottoschein ins Glück (Fernsehfilm)
- 2005: Falscher Bekenner
- 2005: Der Elefant – Mord verjährt nie (Fernsehserie, Folge Fluch der bösen Tat)
- 2006: Wilsberg – Callgirls (Fernsehreihe)
- 2007: Das Glück am anderen Ende der Welt (Fernsehfilm)
- 2007: Die Schatzinsel  (Fernsehfilm)
- 2008: Unschuldig (Fernsehserie, Folge Maskenball)
- 2008, 2019, 2021: SOKO Wismar (Fernsehserie, verschiedene Rollen, 3 Folgen)
- 2009: Barfuß bis zum Hals  (Fernsehfilm)
- 2009: Liebe in anderen Umständen  (Fernsehfilm)
- 2010: Haltlos – Keine Zweite Gelegenheit (Kurzfilm)
- 2010: Inga Lindström – Millionäre küsst man nicht  (Fernsehreihe)
- 2011: Der Bergdoktor (Fernsehserie, Folge Wunschvorstellungen)
- 2011–2014: Verbotene Liebe (Fernsehserie, 540 Folgen)
- 2014: Die Bergretter (Fernsehserie, Folge Verschollen)
- 2017: In aller Freundschaft (Fernsehserie, Folge Im Tunnel)
- 2018: Die Kanzlei (Fernsehserie, Folge Fremde Federn)
- 2019–2020: Familie Dr. Kleist (Fernsehserie)
- 2020: In aller Freundschaft – Die jungen Ärzte (Fernsehserie, Folge Herausforderungen)
- seit 2024: Die Landarztpraxis (Fernsehserie)